# 풍잠

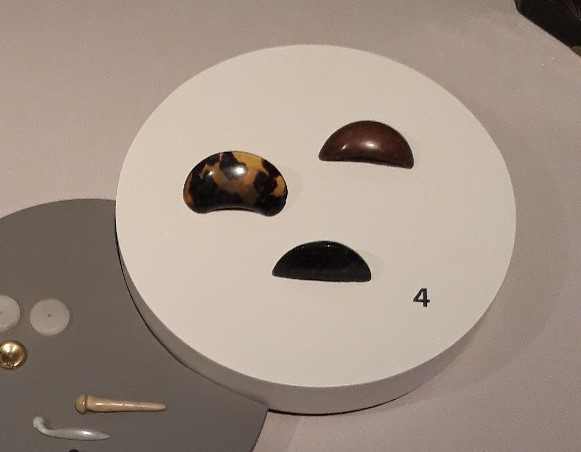
풍잠의 모습

풍잠(風簪)은 망건의 당 중앙에 다는 지름 4㎝ 내외의 타원 또는 반달 모양의 장식물이다.

## 개요
원산(遠山)이라고도 하며 갓을 썼을 때 벗겨지지 않도록 고정시키는 역할을 한다. 관자처럼 벼슬에 따른 규정은 없지만, 갓 밑으로 보이는 풍잠의 재료에 따라 사용자의 신분을 암시할 수 있었다. 망건을 착용하면 풍잠은 이마의 중심에 위치하게 되는데, 그 위에 갓을 쓰면 풍잠이 갓모자 속으로 들어가게 되므로 모자가 풍잠에 걸려 바람에도 갓이 뒤로 넘어가지 않게 도와준다. 상류계급에서는 주로 대모나, 호박, 마노와 같은 사치품으로 만든 것을 사용하였고, 일반 서민 계급에서는 동물의 뼈나, 뿔 따위를 재료로 풍잠을 만들었다.

## 갤러리

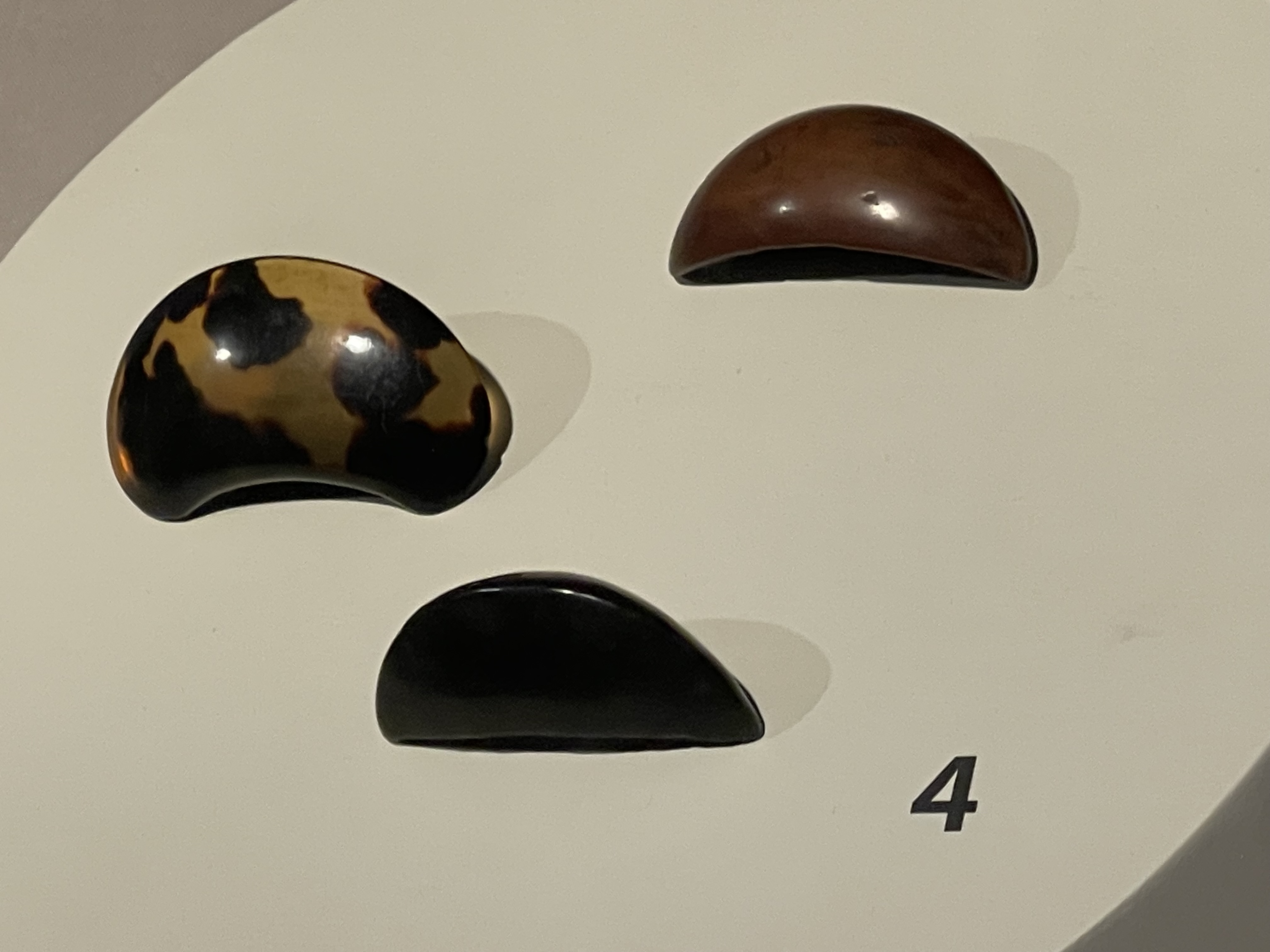
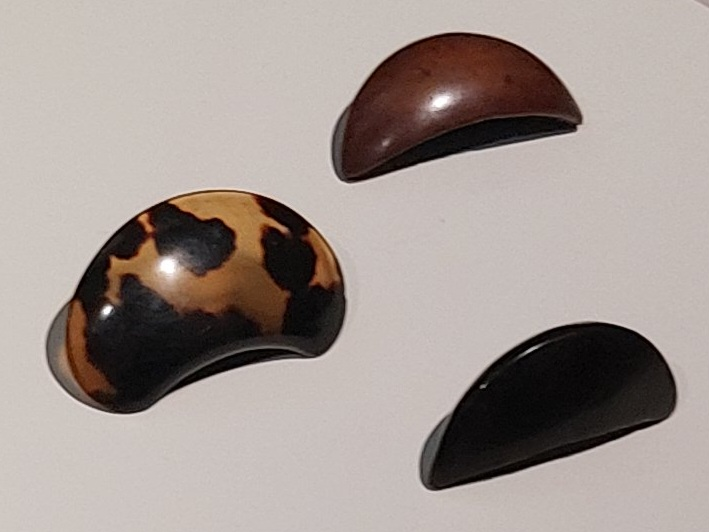
국립민속박물관 상설전시실 3에 전시된 풍잠이다.

## 같이 보기
- 망건
- 관자